# Mehdishahr (Verwaltungsbezirk)
Mehdishahr (persisch شهرستان مهدی شهر) ist ein Schahrestan in der Provinz Semnan im Iran. Er enthält die Stadt Mehdishahr, welche die Hauptstadt des Verwaltungsbezirks ist.

## Demografie
Bei der Volkszählung 2016 betrug die Einwohnerzahl des Schahrestan 47.475. Die Alphabetisierung lag bei 92 Prozent der Bevölkerung. Knapp 88 Prozent der Bevölkerung lebten in urbanen Regionen.
| Zensusjahr | Einwohnerzahl |
| ---------- | ------------- |
| 2011       | 41.896        |
| 2016       | 47.475        |